# 佛羅倫斯 (麻薩諸塞州非建制地區)
佛羅倫斯（英語：Florence）是位於美國麻薩諸塞州漢普夏縣的一個非建制地區。

## 地理
佛羅倫斯所處的海拔為高於海平面84米（即276英呎），而該地所採用的時區為UTC-5，即北美东部時區（EST）。同時該地設有夏令時間，為UTC-5調快一小時，即UTC-4（EDT）。